# Damnacanthus
Damnacanthus es un género de plantas con flores del orden de las Gentianales de la familia de las Rubiaceae. Se encuentra en las regiones templadas de Asia.

## Taxonomía
El género fue descrito por Karl Friedrich von Gärtner y publicado en Supplementum Carpologiae 18, pl. 182, f. 7. 1805.

## Especies más conocidas
- Damnacanthus indicus
- Damnacanthus macrophyllum